# Więcej niż słowa
Więcej niż słowa (ang. Louder Than Words) – amerykański dramat obyczajowy, zrealizowany w 2013 roku. Oparta na faktach historia powstania Szpitala Dziecięcego im. Marii Fareri w Valhalla, w stanie Nowy Jork.
Film miał premierę na festiwalu Hamptons International Film Festival w 2013 roku, a powszechnie osiągalny stał się w lipcu 2014 roku, w internecie. W Polsce pokazały go stacje HBO, Cinemax oraz Nowa TV, jak również dostępny jest bezpłatnie w sieci za pośrednictwem Nowa TV i Eska Go.

## Fabuła
Małżeństwo; John i Brenda Fareri, walcząc z bólem po śmierci córki, która zmarła na wściekliznę, postanawia doprowadzić do budowy szpitala pediatrycznego, w którym mali pacjenci i ich rodziny traktowani by byli z godnością i szacunkiem.

## Obsada
- David Duchovny jako John Fareri
- Hope Davis jako Brenda Fareri
- Olivia Steele Falconer jako Maria Fareri
- Ben Rosenfield jako Michael Farei
- Adelaide Kane jako Stephanie Fareri
- Morgan Griffin jako Julie Fareri
- Xander Berkeley doktor Lansen
- Timothy Hutton jako Bruce Komiske
- Craig Bierko jako Eddie Stolzenberg
- Victoria Tennant jako Lydia Thorsby

i inni